# Lanternebrücke (Bourguignon-lès-Conflans)
Die Alte Brücke in Bourguignon-lès-Conflans ist eine ehemalige Straßenbrücke, die das Dorf Bourguignon-lès-Conflans im Département Haute-Saône in Frankreich mit dem Gebiet der Gemeinde Mersuay auf der anderen Seite der Lanterne verband. Heute läuft der Verkehr auf der D 54 über eine wenige Meter neben ihr stehende moderne Spannbetonbrücke, die alte Bogenbrücke wird allenfalls noch von Fußgängern benutzt.
Die 1849 gebaute Brücke ist eine der ältesten noch existierenden gusseisernen Brücken Frankreichs und neben der Pont Saint-Thomas in Straßburg eine der beiden noch existierenden Brücken, die nach dem System von Antoine-Rémy Polonceau gebaut wurden, das er erstmals bei der Pont du Carrousel in Paris anwandte.
Die Brücke wurde 1982 unter Denkmalschutz gestellt.

## Beschreibung
Die Brücke hat zwei flache Segmentbögen mit Spannweiten von 24,30 m.  Das Tragwerk besteht aus drei hohlen, ovalen Gusseisenrohren, die sich an den Widerlagern und dem in der Mitte des Flusses stehenden, 2,30 m starken Steinpfeiler abstützen. Da es damals wesentlich leichter war, Rohrhälften als gebogene Rohre zu gießen, wurden Abschnitte aus linken und rechten Rohrhälften gefertigt und so versetzt zusammengefügt, dass das Ende eines Abschnitts in der Mitte des Abschnitts der anderen Rohrhälfte lag. Auf den Bögen befinden sich Ringe mit abnehmendem Durchmesser, die das Brückendeck stützen. Der Fahrbahnbelag besteht aus querverlegten Holzbohlen, das Geländer aus gusseisernen Andreaskreuzen.

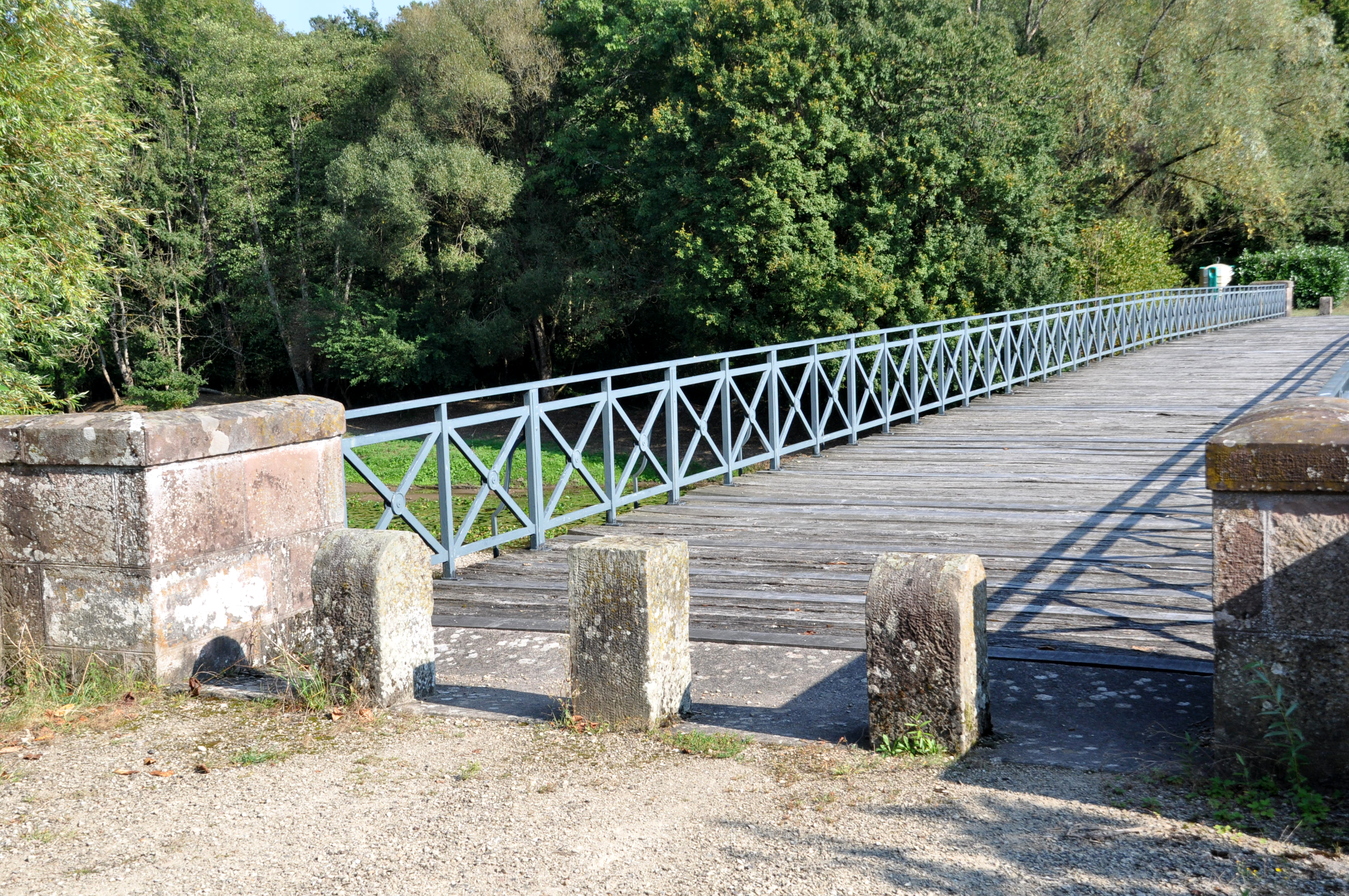
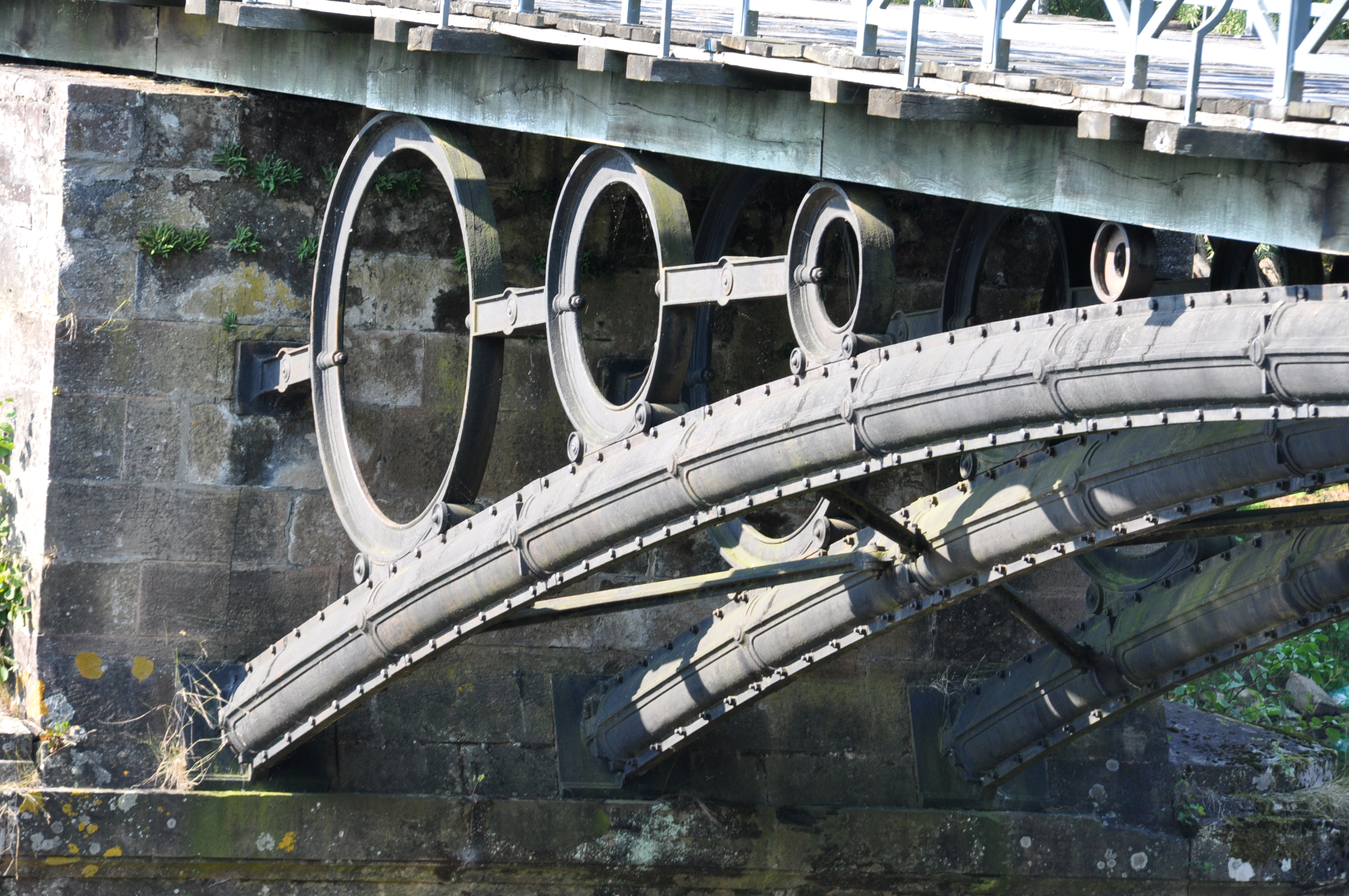
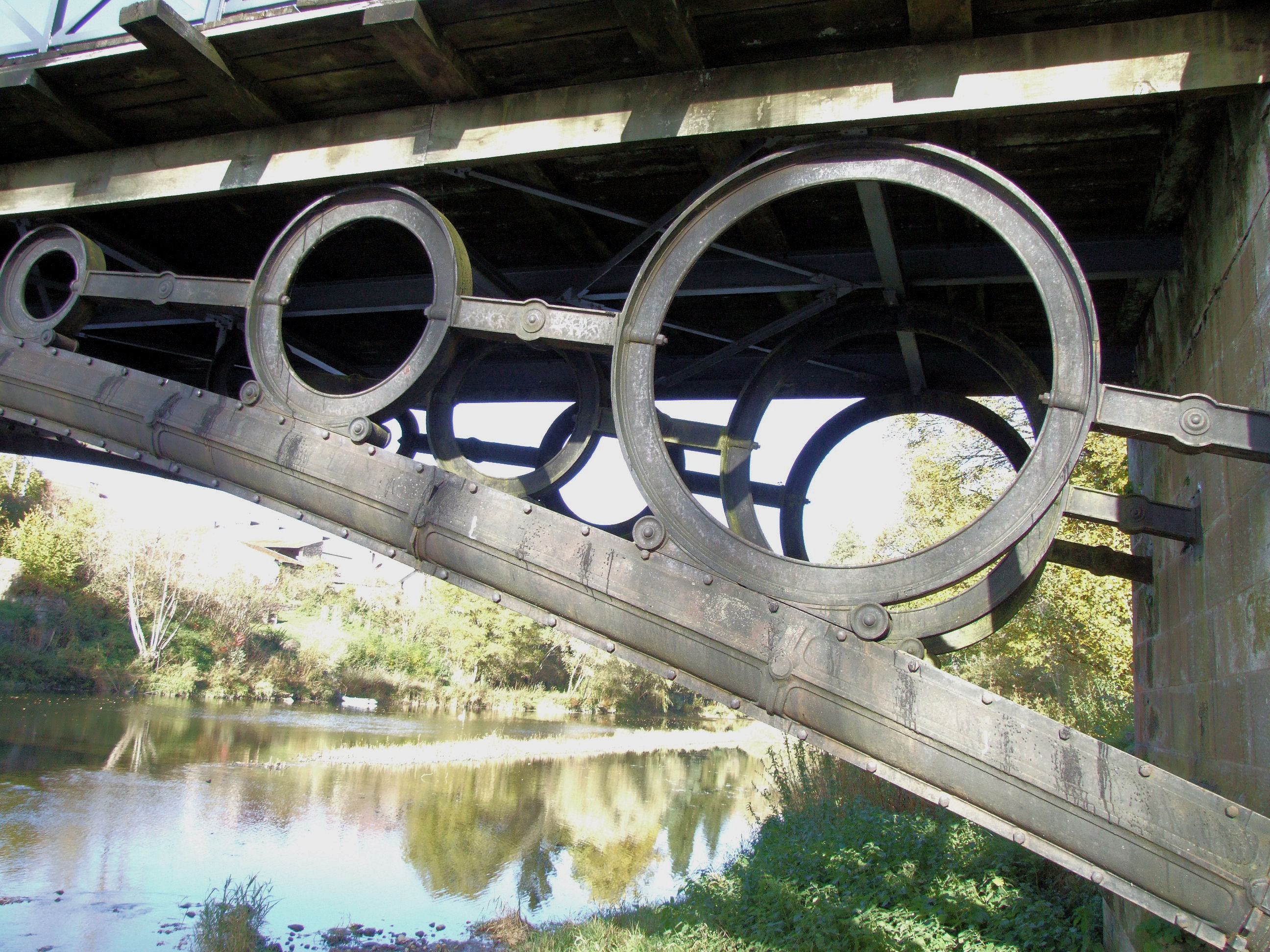